# Park Sun-young
Park Sun-young es una actriz surcoreana.

## Carrera
Conocida por su papel en la película Show Show Show (2003), y las series de televisión Truth (también conocida como Honesty, 2000), Oh Feel Young (2004), 18 vs. 29 (2005), Goodbye to Sadness (Farewell to Sorrow, 2005), The 101st Proposal (2006), My Too Perfect Sons (2009) y Crazy Love (2013).

## Vida personal
Comenzó a salir con el diplomático Kim Il-beom después de que se conocieron en una cita a ciegas en 2003. La pareja se casó el 29 de mayo de 2010 en el Shilla Hotel de Seúl. Su esposo ha trabajado como intérprete para los presidentes de Corea Lee Myung-bak, Roh Moo-hyun y Kim Dae-jung.

## Filmografía

### Series
| Año     | Título                          | Papel                  | Red             | Ref.         |
| ------- | ------------------------------- | ---------------------- | --------------- | ------------ |
| 1993    | 당신이 그리워질때               |                        | KBS1            |              |
| 1995    | 개성시대                        |                        | KBS2            |              |
| 1996    | Hometown of Legends "나비의 한" |                        | KBS2            |              |
| 1996    | White Dandelion                 |                        | KBS1            |              |
| 1997    | Because I Really                |                        | KBS1            |              |
| 1998    | Aim for Tomorrow                |                        | MBC             |              |
| 1999    | Days of Delight                 |                        | MBC             |              |
| 2000    | Truth                           |                        | MBC             |              |
| 2000    | Some Like It Hot                |                        | MBC             |              |
| 2000    | Mothers and Sisters             |                        | MBC             |              |
| 2000    | Pretty Lady                     |                        | KBS2            |              |
| 2001    | Wonderful Days                  |                        | SBS             |              |
| 2002-03 | Royal Story: Jang Hui-bin       |                        | KBS2            |              |
| 2003    | The King's Woman                |                        | SBS             |              |
| 2004    | Oh Feel Young                   |                        | KBS2            |              |
| 2005    | Goodbye to Sadness              | Jang Seo-young         | KBS2            |              |
| 2005    | 18 vs. 29                       | Yoo Hye-chan           | KBS2            |              |
| 2006    | The 101st Proposal              | Han Soo-jung           | SBS             |              |
| 2007-08 | Winter Bird                     | Park Young-eun         | MBC             |              |
| 2009    | My Too Perfect Sons             |                        | KBS2            |              |
| 2011    | Detectives in Trouble           |                        | KBS2            |              |
| 2012    | Immortal Classic                | Hwang Geum-hee         | Channel A       |              |
| 2012    | Can't Live Without You          | Min Ji-soo             | MBC             |              |
| 2013    | Crazy Love                      | Yoon Mi-so             | tvN             |              |
| 2014    | Lady of the Storm               |                        | MBC             |              |
| 2016    | Jang Yeong-sil                  | Princesa Sohyeon       | KBS1            |              |
| 2017    | Super Family                    |                        | SBS             |              |
| 2018    | Marry Me Now?                   | Park Seon-ha           | KBS2            |              |
| 2020    | The World of the Married        | Go Ye-rim              | JTBC            |              |
| 2021    | Uncle                           | Park Hye-ryeong        | TV Chosun, Viki | [ 8 ]        |
| 2022-23 | The Forbidden Marriage          | Señora Seo             | MBC             | [ 9 ] [ 10 ] |
| 2025    | The Scandal of Chunhwa          | Reina, madre de Hwa-ri | TVING           | [ 11 ]       |

### Cine
| Año  | Título                          |
| ---- | ------------------------------- |
| 2019 | El sospechoso número 12         |
| 2018 | The Princess and the Matchmaker |
| 2017 | Steel Rain                      |
| 2003 | Show Show Show                  |
| 2002 | No Comment                      |
| 2002 | Addicted                        |

### Espectáculo de variedades
- Now On My Way to Meet You (Channel A, 2011-2012)[12]
- 비디오 추적 놀라운 TV (KBS2, 1999)
- 웃음은 행복을 싣고 (KBS2, 1996)

## Teatro
- Faust (1995)

## Discografía
- "Love Is Like Glass" ( 18 vs. 29 OST, 2005)[13]

## Premios
- 2005 Korea Fashion World Awards: mejor modelo
- 2004 KBS Drama Awards: premio excelencia, actriz (Oh Feel Young)
- 2004 KBS Drama Awards: mejor pareja junto a Ahn Jae-wook (Oh Feel Young)
- 2000 MBC Drama Awards: actriz favorita de los televidentes (Truth)
- 1996 KBS Drama Awards: mejor actriz nueva (White Dandelion)
- 1996 KBS Super Talent: Grand Prize